# Ponteils-et-Brésis
Ponteils-et-Brésis là một xã trong vùng Occitanie. Xã Ponteils-et-Brésis nằm ở khu vực có độ cao trung bình 534 mét trên mực nước biển.